# Gerard de Besche
Gerard de Besche, född i mars 1585 i Liège, död 18 juni 1656 på Forsmark, var en svensk arkitekt och industriman. Han var bror till Gillis de Besche, Hubert de Besche samt Willem de Besche.

## Biografi
de Besche var mestadels verksam i Uppsala, dels vid Uppsala slott, dels vid Uppsala domkyrka, där han 1619 lät återuppföra de vid stadsbranden 1602 förstörda tornspirorna. de Besche var även ledare för Forsmarks bruk, där han utövade en livlig byggnadsverksamhet.

### Familj
de Besche gifte sig första gången 1615 i Dordrecht i Holland med Maria Piet (död 1637). Han gifte sig andra gången 28 oktober 1640 med Margareta von Emersen (död 1694). De fick tillsammans barnen bruksägaren Georg de Besche (1641–1711) och generalkvartermästarelöjtnanten Daniel de Besche (1648–1685).